# Schlacht im Moonsund
Gotland – Rigaer Bucht – Unternehmen Albion (Moonsund) – Eismarsch der Baltischen Flotte – Åland – Unternehmen Schlußstein
Die Schlacht im Moonsund war ein Seegefecht, das am 17. Oktober 1917 zwischen deutschen und russischen Seestreitkräften im Sund zwischen der Insel Muhu (deutsch: Moon seltener Mohn) und dem baltischen Festland im Rahmen des Unternehmens Albion stattfand.

## Vorgeschichte
In den Tagen zuvor waren deutsche Heerestruppen mit Unterstützung der Marine auf Ösel gelandet und hatten erste Versuche unternommen, auch die nahebei liegenden Inseln Dagö und Moon einzunehmen. Dabei waren starke deutsche Seestreitkräfte in den Rigaischen Meerbusen eingedrungen, um etwaige Versuche der Russen zu vereiteln, den Inselgarnisonen Hilfe zu bringen oder sie zu evakuieren. Ein weiteres Ziel bestand darin, die russischen Marineeinheiten zu vertreiben oder zu vernichten, die sich im Moonsund aufhielten und mit ihrer schweren Artillerie die Verteidiger Moons unterstützten. Der Verband wurde von Vizeadmiral Paul Behncke an Bord des Schlachtschiffes König kommandiert und umfasste zwei Schlachtschiffe (König und Kronprinz), zwei Kleine Kreuzer (Kolberg und Straßburg), 16 Torpedoboote der VIII. Torpedoboots-Flottille und der 20. Torpedoboots-Halbflottille sowie insgesamt 34 Minensuchboote.
Am Abend des 16. Oktober ankerte der Verband am südlichen Ende des Sundes und blieb während der Nacht dort liegen. Die Torpedoboote hielten Ausschau nach gegnerischen U-Booten, während die Strategie für den nächsten Tag festgelegt wurde. Die Positionen der russischen Minenfelder in der Gegend waren durch eine auf dem geenterten Zerstörer Grom erbeutete Karte bekannt, eins lag im Süden des Eingangs zum Moonsund, das andere weiter nördlich direkt in der Mündung des Sundes. Die Schlachtschiffe sollten zwischen den Minenfeldern hindurch nach Westen laufen und die vor dem Ort Kuiwast liegende gegnerische Flotte sowie die Küstenbatterien ausschalten, während die Kreuzer in den Kleinen Sund zwischen Moon und Ösel einlaufen und die Batterien bei Woi im Südosten Moons bekämpfen sollten. Die Minensucher sollten währenddessen westlich von Moon eine Gasse in den Sund bahnen. Für den Fall, dass die Russen im Schutz ihrer Minenfelder Widerstand leisteten und die Minenräumboote beschossen, wollte Behncke die gegnerischen schweren Schiffe mit seinen Schlachtschiffen angreifen. Dazu sollten weitere Minenräumkräfte Lücken in den beiden im Rigaer Meerbusen erkannten Minenfeldern räumen, so dass die Schlachtschiffe genug Raum zum Manövrieren gewinnen konnten.
Die russische Flotte hatte der deutschen Landung in den Tagen zuvor relativ hilflos gegenübergestanden. Zwar hatte es einige kleinere Gefechte gegeben, die beim Gegner auch Verluste verursacht hatten, aber die deutsche Übermacht war gewaltig, denn abgesehen von den im Rigaer Meerbusen liegenden Kräften des Vizeadmirals Behncke lag in den Gewässern um die Inseln eine große deutsche Streitmacht mit acht weiteren modernen Schlachtschiffen, einem Schlachtkreuzer, mehreren Kleinen Kreuzern und zahlreichen leichteren Einheiten und Hilfsschiffen. Dem russischen Befehlshaber Vizeadmiral Bachirew standen an schweren Einheiten lediglich die beiden Linienschiffe Graschdanin und Slawa sowie die Panzerkreuzer Bajan und Admiral Makarow zur Verfügung, die samt und sonders veraltet waren. Daneben gebot er neben dem veralteten Geschützten Kreuzer Diana lediglich über leichte Einheiten, neben etlichen modernen Zerstörern auch drei Panzerkanonenboote und vier britische U-Boote, von denen sich zwei im Rigaer Meerbusen aufhielten.

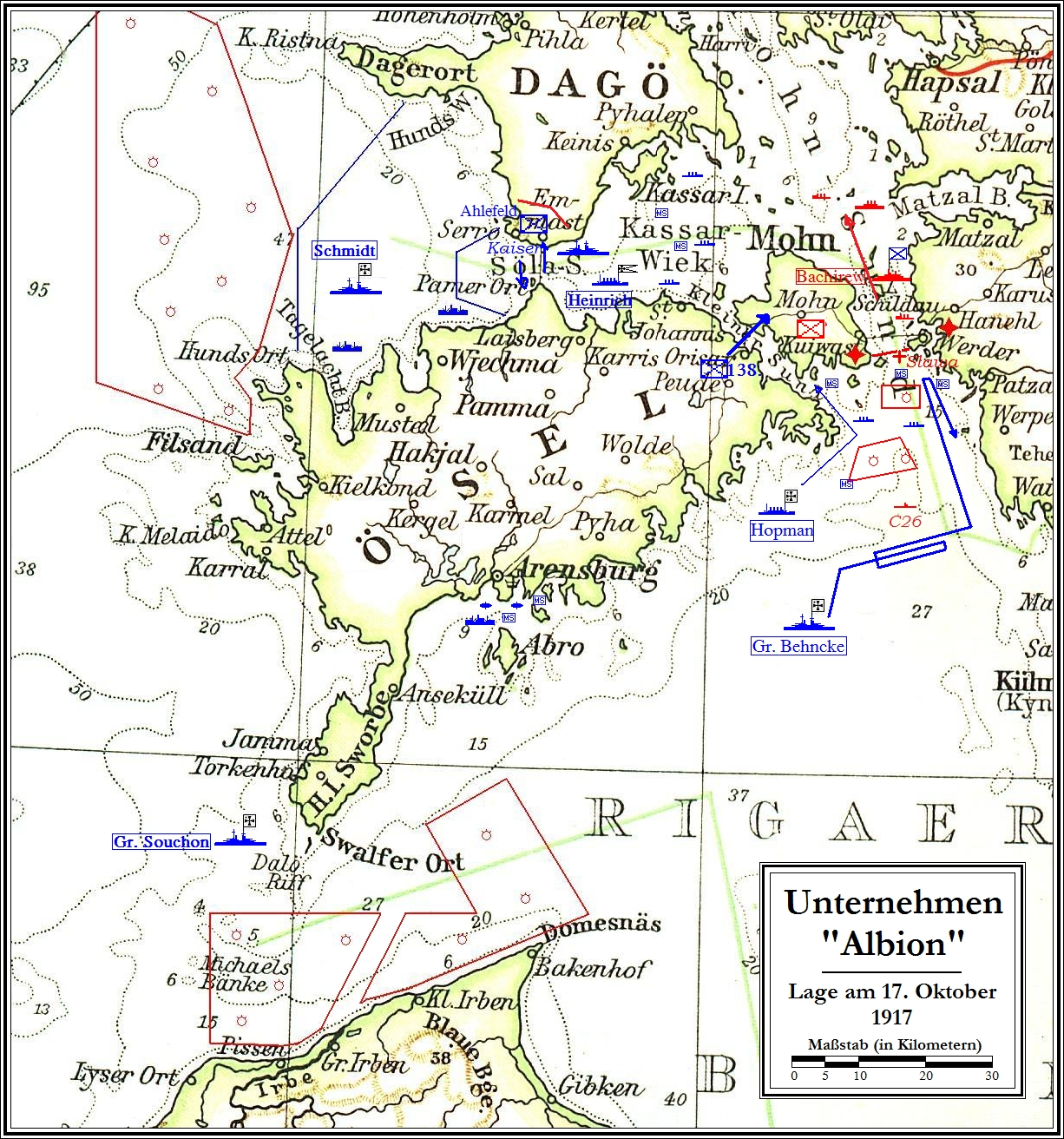
Allgemeine Lage am 17. Oktober

Die russischen Einheiten litten unter starken Auflösungserscheinungen infolge der Februarrevolution und der ungünstigen Entwicklung des Krieges für Russland. An Bord der Schiffe hatten sich Soldatenräte gebildet, welche die Interessen der Soldaten vertreten sollten und dabei eine Befehlsgewalt in Händen hielten, welche derjenigen der Offiziere gleichkam. Das erschwerte die effektive Kommandoführung. Da die Soldatenräte dazu neigten, Befehle abzulehnen, die das Wohlbefinden und das Leben der Mannschaften über Gebühr in Gefahr brachte, verloren viele Besatzungen sehr an Disziplin und Effizienz.
Die Aufgabe der noch verbliebenen russischen Schiffe war es, den Fall der letzten noch von eigenen Truppen gehaltenen Insel Moon zu verhindern oder doch wenigstens zu verzögern, wozu sich im Schutz der Minenfelder in den flachen Gewässern des Sundes und der zahlreichen Küstenbatterien auch gegen eine so starke Übermacht am ehesten Gelegenheit bot.

## Das Gefecht
Während der Nacht herrschte bei der Gruppe Behncke Unruhe wegen der Präsenz der britischen U-Boote, die sich jedoch als unbegründet erwies. Gegen 04:30 Uhr ging per Funk eine Meldung über eine bislang unbekannte Minensperre ein, die zwischen den erkannten Minenfeldern in Nord-Süd-Richtung verlaufen sollte. Obwohl später klar wurde, dass diese Meldung falsch war, brachte sie den deutschen Angriffsplan durcheinander.
Gegen 7 Uhr begannen mit Hellwerden die deutschen Minenräumer mit ihrer Arbeit und säuberten einen breiten Kanal südlich des südlichen Minenfeldes. Bald darauf wurden zwei russische Torpedoboote dicht unter der estnischen Küste gesichtet, die Vizeadmiral Bachirew über den deutschen Vorstoß unterrichteten. Der russische Befehlshaber entschied, dass es zwischen den Untiefen, Minenfeldern und Batterien des Moonsundes trotz seiner massiven Unterlegenheit am leichtesten wäre, die Deutschen vom weiteren Vordringen abzuhalten, und setzte seine schweren Schiffe in Marsch. Die beiden Einheitslinienschiffe Slawa und Graschdanin erschienen bald auf der Reede von Kuiwast, begleitet von einem Dampfer und einigen Zerstörern, während Bachirew wenig später auf seinem Flaggschiff, dem Panzerkreuzer Bajan, folgte. Unterdessen gingen alle verfügbaren Schiffe Anker auf, und einige zivile Schlepper und Dampfer wurden entlassen, während die Dampfer Glagol und Pokoj als Blockschiffe vorbereitet wurden.
Deutsche Wasserflugzeuge griffen die Reede von Kuiwast mit Bomben an, die zwar wenig Schaden anrichteten, aber höchst beeindruckende Explosionen erzeugten, die ihre Wirkung auf die Russen nicht verfehlten. Das Schlachtschiff König eröffnete das Feuer auf die Zerstörer, die sich rasch zurückzogen, während die russischen Schiffe und auch die schwere Batterie bei Woi ihrerseits das Feuer auf die deutschen Minenräumer und die Sperrbrecher eröffneten. Die Sperrbrecher wurden zurückbeordert, die III. Minenräumhalbflottille machte sich im Moonsund an die Arbeit, während die VIII. Minenräumhalbflottille sich in den Kleinen Sund vorarbeitete. Obwohl die Boote langsam fuhren und das russische Feuer sehr präzise war, erhielt keines von ihnen einen ernsthaften Treffer; und künstliche Rauchwände verbargen die Minenräumer zuweilen vor dem Gegner.

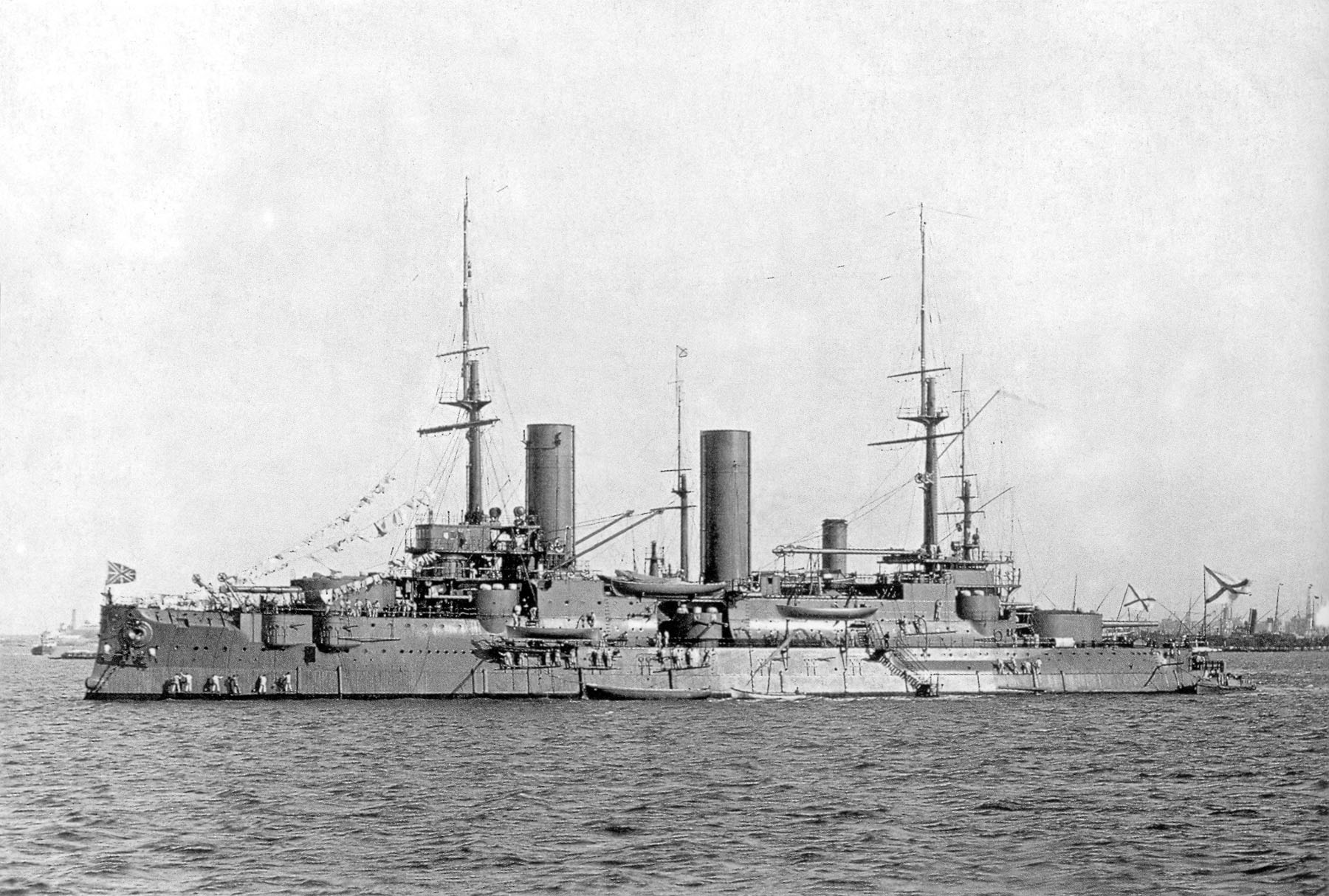
Das russische Einheitslinienschiff Slawa

Die Schlachtschiffe König und Kronprinz steuerten um 8 Uhr einen östlichen Kurs südlich des südlichen großen Minenfeldes in der Rigaer Bucht. Die Slawa, die etwas weiter nach Norden gelaufen war, um außer Reichweite der Deutschen zu bleiben, wechselte das Ziel und beschoss nun auf über 20 km die beiden Schlachtschiffe. Obwohl das russische Einheitslinienschiff mit nur vier 30,5 cm-Geschützen spürbar schwächer bewaffnet war als die beiden deutschen Dreadnoughts mit jeweils zehn Geschützen desselben Kalibers, verliehen ihm seine überarbeiteten Geschütztürme (die eine größere Erhöhung der Geschützrohre zuließen) eine größere Reichweite.
Die Salven hingegen der deutschen Schlachtschiffe lagen zu kurz, und sie standen im flachen und engen Sund zwischen den Minen in einer schlechten Position. Wie schon zuvor war das russische Feuer einwandfrei, Treffer gab es trotzdem keine, obwohl einige Granaten rund 50 m von der König entfernt einschlugen. Die Slawa bekam nach einiger Zeit Schwierigkeiten mit dem vorderen Geschützturm, da die Zahnstange des modifizierten Höhenrichtantriebs der Geschütze aufgrund des Dauerfeuers verbogen war, und bekämpfte die Minenräumer stattdessen nur noch mit den beiden achteren Geschützen. Vizeadmiral Behncke zog seine schweren Schiffe vorerst zurück und lief nach Westen ab.
Vizeadmiral Bachirew war klar, dass die deutsche Angriffsplanung hinfällig werden würde, wenn die Minensucher im Moonsund ihre Aufgabe nicht durchführen konnten. Entsprechend nahmen die Kriegsschiffe und Küstenbatterien gegen 09:10 Uhr die III. Minenräumhalbflottille unter schweres Feuer, erzielten jedoch keine bedeutenden Treffer, und die Minenräumer setzten ihre Arbeit fort. Gegen 10 Uhr erhielt sie Unterstützung durch die III. Minenräumdivision, während die Schlachtschiffe zwischen den Larina- und Awanasewa-Bänken warteten.
Behncke beabsichtigte, die III. Minenräumhalbflottille bis nördlich des nördlichen Minenfeldes vorrücken zu lassen und dann selbst schnell nachzustoßen, um das russische Feuer zu unterlaufen und die gegnerischen schweren Schiffe endlich in Reichweite zu bekommen. Die russischen schweren Schiffe zogen sich währenddessen nach Norden zurück, damit die Mannschaften Essen fassen konnten, näherten sich aber gegen 10 Uhr wieder dem Kampfgebiet, um erneut in das Gefecht einzugreifen.

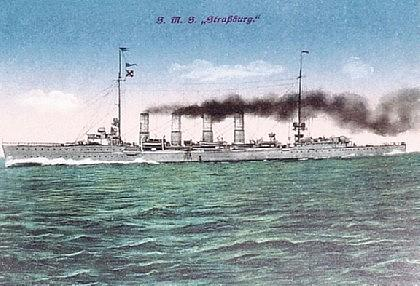
Der Kleine Kreuzer Straßburg

Um 10 Uhr hatten die Minenräumer eine Gasse durch das Minenfeld geräumt, Vizeadmiral Behncke ließ seine beiden Schlachtschiffe mit äußerster Kraft voraus nach Norden laufen und war schnell in Reichweite, um das Ziel fassen zu können.
Um 10:13 Uhr eröffnete die König das Feuer auf die Slawa, vier Minuten später begann die Kronprinz, die Graschdanin zu beschießen. Die König hatte sich bald auf das Ziel eingeschossen, drei Granaten der dritten Salve trafen die Slawa etwa 3 bis 3,5 m unter der Wasserlinie. Zwei von ihnen durchschlugen die Panzerung, während die dritte den Seitenpanzer an Backbord nicht durchdringen konnte. Eine der Granaten explodierte in der Nähe des vorderen Generatorraums und riss ein 3,6 m breites Loch unter der Wasserlinie in den Rumpf. Der Wallgang und das vordere Munitionsmagazin liefen ebenfalls voll, und im Vorschiff fiel der Strom aus. Der zweite Treffer explodierte nahe dem Ankerspill und erzeugte einen weiteren heftigen Wassereinbruch. Etwa 1.130 Tonnen Wasser drangen ins Vorschiff ein, und das Einheitslinienschiff zeigte bald 8° Backbordschlagseite, die jedoch durch Gegenfluten auf 4° vermindert werden konnte. Der Tiefgang stieg vorn auf 10,5 m und achtern auf 9,9 m an.
Die Graschdanin erhielt ihrerseits fast gleichzeitig zwei Treffer, von denen einer nahe dem Heck einschlug und einen rasch gelöschten Brand auslöste. Der andere detonierte am Gürtelpanzer nahe einem 15,2 cm-Turm, und Splitter beschädigten zwei Generatoren und mehrere Dampfrohre im Maschinenraum.
Um 10:24 Uhr erhielt die Slawa zwei weitere Treffer im Vorschiff. Eine Granate schlug an Backbord nahe dem vorderen Schornstein ein und verwüstete die als Verbandsplatz genutzte Kapelle. Dabei wurden mehrere Seeleute getötet oder verwundet, und es brach ein Feuer aus. Das zweite Geschoss detonierte auf dem Batteriedeck. Gas und Rauch drangen bis zum Kesselraum vor, und ein in der Nähe gelegenes Magazin für 15,2 cm-Granaten wurde als Vorsichtsmaßnahme geflutet. Die Brände konnten aber bereits nach etwa einer Viertelstunde gelöscht werden, und um 10:30 Uhr befahl Vizeadmiral Bachirew allen Schiffen den Rückzug in den nördlichen Moonsund.
Das Flaggschiff Bajan bot sich als Ablenkungsziel an, um den Rückzug der Linienschiffe zu decken, und eine Serie schneller Kurs- und Fahrtwechsel bewahrten das Schiff zunächst vor Treffern, obwohl es in schneller Folge von acht gegnerischen Salven eingegabelt wurde.
Um 10:39 Uhr erzielte die König zwei weitere Treffer auf der Slawa, erneut unter der Wasserlinie. Einer richtete schwere Verwüstungen in den Mannschaftsquartieren an und tötete drei Mann, der andere durchschlug den Panzergürtel und blieb im Schott eines Kohlenbunkers stecken.
Die Slawa war mittlerweile außer Reichweite, die König beschoss nun die Bajan und erzielte um 10:36 Uhr mit ihrer letzten Salve einen gefährlichen Treffer an der Steuerbordseite zwischen Brücke und vorderem 20,3 cm-Turm, der Ober- und Batteriedeck durchschlug und im Kabelgatt tief im Innern des Schiffes detonierte, wo sich viel brennbares Material befand. Ein schweres Feuer brach aus, das erst nach 24 Stunden endgültig gelöscht werden konnte. Die Explosion zerriss weiterhin acht Spanten, beschädigte ein Schott und riss mehrere Platten des Doppelbodens sowie einige Panzerplatten des Gürtelpanzers aus der Verankerung. Die nahe dem Brandherd gelegenen Munitionsmagazine mussten sicherheitshalber geflutet werden, und durch Splitter entstandene Lecks ließen noch mehr Wasser herein. Insgesamt drangen 1.000 Tonnen Wasser ein, so dass der Tiefgang vorn schließlich 7,9 m betrug. Zwei Männer wurden sofort beim Einschlag der Granate getötet, drei weitere erlagen später ihren Verletzungen, drei wurden verwundet.
Die russischen Schiffe setzten zunächst das Feuer auf die Minenräumer fort, ehe sie auf die Schlachtschiffe schossen, die aber unbeschädigt blieben. Um 10:40 Uhr stellten die deutschen Schlachtschiffe das Feuer ein, und eine Staffel von sechs Wasserflugzeugen griff die kleineren ablaufenden russischen Schiffe mit etwa vierzig Bomben an, erzielte jedoch keine Treffer. Der schwere Beschuss und der gleichzeitige Luftangriff beeinträchtigten jedoch die Moral der Besatzungen, insbesondere auf den Minenlegern mit ihrer gefährlichen Ladung, was die Slawa aber nicht daran hinderte, einen der Angreifer abzuschießen.

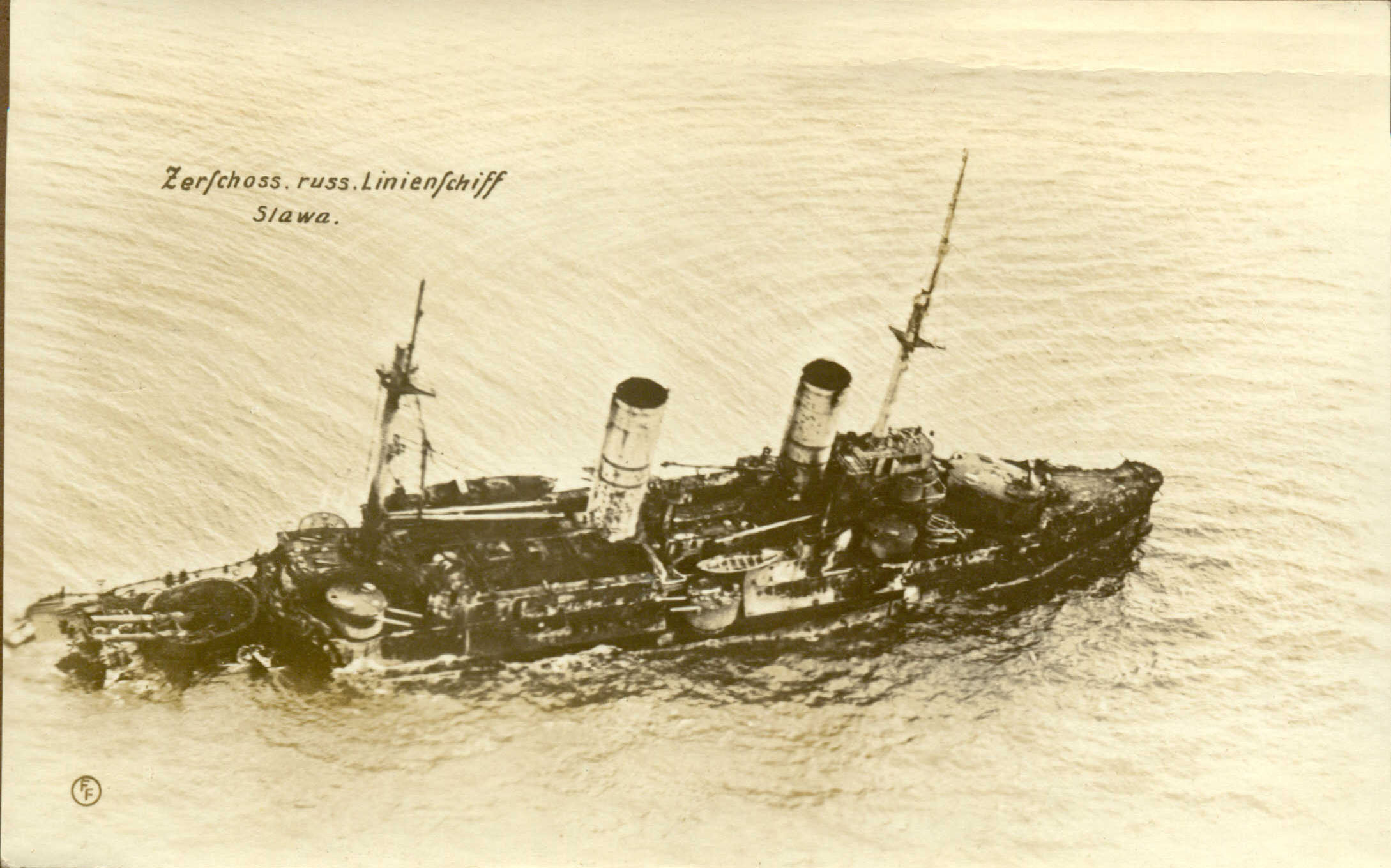
Das gesprengte Wrack der Slawa

Dem Kommandanten der Slawa, Kapitän 1. Ranges Wladimir Antonow, wurde bald klar, dass sein Schiff sich dem Rückzug nicht anschließen konnte. Zwar war sie nicht kritisch beschädigt, das viele eingedrungene Wasser hatte jedoch den Tiefgang so vergrößert, dass sie den ausgebaggerten Kanal durch den Moonsund nicht mehr passieren konnte.
Antonow schlug daher vor, sie nach dem Abzug von Bajan und Graschdanin mitten im Fahrwasser als Blockschiff zu versenken, und Bachirew nahm den Vorschlag an. Die Besatzung der Slawa, die während des Gefechtes die Disziplin noch gehalten hatte, geriet ob des überstandenen schweren gegnerischen Feuers jedoch zunehmend in Panik. Etwa hundert der jüngeren Matrosen verließen nach und nach ihre Posten und legten Schwimmwesten an. Der Soldatenrat an Bord ließ den Maschinenraum voreilig evakuieren, so dass niemand die Maschinenbefehle des Kommandanten ausführte und das Schiff nicht rechtzeitig zum Halten kam. Es lief südöstlich der gewünschten Position auf Grund und wurde an Ort und Stelle aufgegeben. Dabei mussten panische Matrosen mit vorgehaltener Waffe daran gehindert werden, einfach über Bord in die Lücke zwischen der Bordwand der Slawa und der eines längsseits gehenden Zerstörers zu springen, der die Besatzung übernehmen wollte. Kapitän Antonow verließ als letzter das Schiff.
Um 11:55 Uhr wurde das achtere 30,5 cm-Magazin gesprengt. Die Explosion war weithin zu sehen und zu hören, noch im Kassar Wiek 25 km weiter östlich war der enorme Rauchpilz sichtbar. Zudem schossen drei Zerstörer sechs Torpedos auf das Wrack, von denen nur einer von Bord der Turkmenez Stawropolski tatsächlich explodierte.

## Ergebnis
Infolge des Verlustes der Slawa sowie der teils bedeutenden Schäden auf den anderen schweren Schiffen war es Vizeadmiral Bachirew nicht mehr möglich, die Stellung zu halten. Die Deutschen kämpften die Küstenbatterien nieder und waren bald in der Lage, die Minenfelder nahezu ungestört zu beseitigen und Truppen auf Moon zu landen. Die russische Flotte zog sich in den nördlichen Moonsund zurück und blockierte die Passage zwischen der Insel und dem estländischen Festland, so gut es ging. Einige Transporter wurden als Blockschiffe versenkt und mit Minenfeldern umgeben, während die verbleibenden russischen Truppen auf Moon evakuiert wurden. Dasselbe war auch mit dem Rest der Garnison auf Dagö vorgesehen, jedoch mussten die Transportschiffe nach einem Gefecht mit deutschen Torpedobooten kehrtmachen, und die Soldaten gerieten in Gefangenschaft. Letztlich gelang Bachirew mit seinen verbleibenden Schiffen jedoch einige Tage später ein geordneter Rückzug ohne weitere schwerwiegende Verluste.
Die russische Führung musste den Rigaer Meerbusen den Deutschen überlassen und war in ihrem Aktionsradius nun stark beschränkt worden, nämlich auf die nördliche Ostsee. Diese fror in den Wintermonaten zudem regelmäßig komplett zu, so dass jedweder Schiffsverkehr eingestellt werden musste und die Ostseeflotte damit nicht unterstützend eingreifen konnte.